# Ipomoea pubescens
Ipomoea pubescens  es una especie de planta con flor en la familia de las  Convolvulaceae. 

## Descripción
Ipomoea pubescens es una planta tuberosa. Sus tallos son delgados, rastreros de color brillante gris, con tricomas peludos, pero el pelo se pierde en la  edad. Los pecíolos de las hojas tienen una longitud de 0,5 a 2,5 cm. La lámina de la hoja es de 2 a 3 cm de largo y del mismo ancho, cordadas-ovadas. La parte superior es inicialmente más o menos peluda con tricomas, como fieltro sedoso, éstos cabellos se pierden con la edad.  Las inflorescencias se componen de una o dos floraciones. Los sépalos son peludos con tricomas, sedosos. La flor es de color rosa o rojo púrpura, de forma tubular en forma de embudo y de 4 cm de largo y en la parte superior de 3 a 4 cm de ancho. Las frutas son cápsulas, sin pelo casi esféricas con semillas brillantes.

## Distribución
Es endémica disruptiva entre Argentina Bolivia y Perú, más México. Es una enredadera perenne.

## Taxonomía
Ipomoea pubescens  fue descrito por Jean-Baptiste Lamarck y publicado en Tableau Encyclopédique et Methodique ... Botanique 1(2[2]): 465. 1791[1793].
Etimología
Ipomoea: nombre genérico que procede del griego ips, ipos = "gusano" y homoios = "parecido", por el hábito voluble de sus tallos. 
pubescens: epíteto latíno que significa "pubescente, con pelos".
Sinonimia
| - Batatas papiru (Ruiz & Pav.) G.Don - Batatas subtriloba (Ruiz & Pav.) G. Don - Convolvulus papiru (Ruiz & Pav.) Spreng. - Convolvulus pubescens (Lam.) Willd. - Ipomoea heterophylla Ortega - Ipomoea heterophylla var. subcomosa House - Ipomoea lindheimeri var. subintegra House - Ipomoea papiru Ruiz & Pav. - Ipomoea papiru var. subtriloba (Ruiz & Pav.) Pers. - Ipomoea subtriloba Ruiz & Pav. - Pharbitis pubescens (Lam.) Choisy |

## Nombres comunes
- papa purgante del Perú, papelillo del Perú, papilla del Perú, papirú del Perú.[4]